# Apate
Apate (Oudgrieks: Ἀπάτη) is in de Griekse mythologie de dochter van Nyx en de godin van de misleiding. Ze was een van de gruwelen in de doos van Pandora.
In de Romeinse mythologie was de naam Fraus.